# Христианство в Экваториальной Гвинее
История христианства в Экваториальной Гвинее восходит к периоду до обретения независимости, когда Экваториальная Гвинея была колонией Португалии и Испании. Сегодня почти 90% населения — христиане. Большинство — римско-католики, хотя есть также несколько тысяч методистов и пресвитериан.

## История христианства в Экваториальной Гвинее
Первоначально являясь родиной религиозных традиций коренных племен буби и фанг, отношения Экваториальной Гвинеи с римским католицизмом впервые начались с её колонизации португальцами в конце XVI века (в частности, в 1472 году). Из-за незначительного развития территории религиозное влияние Португалии было прервано многочисленными баптистскими миссиями англичан в 1827 и 1839 годах. Направленные в основном на остров Фернандо-По, британские усилия по христианизации, в это время, были прерваны из-за интереса Испании к этой территории. В результате, в 1778 году бывшая португальская колония была передана Испании. С середины девятнадцатого века существовали различные протестантские миссии, такие как баптистские миссии из Вест-Индии (в 1841 году), примитивные методисты из Англии и пресвитериане (в 1850 году) из Соединенных Штатов. Однако один из самых известных британских баптистских миссионеров Альфред Сакер проявил особый интерес к христианизации острова Фернандо-По. Завоевав доверие местных общин, Сакер жил среди них и создал множество протестантских церквей, начиная с 1849 года. Несмотря на свою связь с народом, Альфред Сакер и другие протестантские миссионеры были изгнаны испанским правительством в 1853 году из-за конкордата между Испанией и Ватиканом. Этот конкордат объявил католицизм официальной религией колонии и привёл к изгнанию или непризнанию конкурирующих конфессий. Пресвитериане не были признаны до 1906 года, а протестантские школы не были разрешены при испанском правлении. Все протестантские церкви были закрыты в 1952 году. Во время движения за деколонизацию Экваториальной Гвинеи Испания ослабила свои ограничения. В результате, в 1959 году коренным гражданам были предоставлены некоторые религиозные свободы и равные права.
После обретения независимости 12 октября 1962 года появилась недолгая надежда на полную религиозную свободу. Однако при правлении Масиаса Нгемы, президента с 1968 по 1979 год, который хотел, чтобы его признали мессией, христиане подвергались жестоким преследованиям, связанным с колониальным характером насаждения религии. Нгема даже приказал повесить свою собственную фотографию у алтаря в каждой церкви, заявив: «Бог создал Экваториальную Гвинею благодаря папе Масиасу» и «Нет другого Бога, кроме Масиаса Нгемы». Кроме того, в 1975 году Масиас Нгема приказал закрыть все церкви, а в 1978 году Римско-католическая церковь была официально запрещена. В результате этих религиозных преследований и ограничений десятки тысяч христиан бежали из страны в Габон или Камерун.
После свержения Нгемы были предприняты усилия по восстановлению Римско-католической церкви в Экваториальной Гвинее. За визитом папы Римского в феврале 1982 года в том же году последовало провозглашение страны римско-католической провинцией с собственной архиепархией Малабо и епархиями Баты и Эбебьина. Однако национальных священников немного, и большую часть пастырской работы выполняют испанские священники, монахи и монахини. Сегодня большинство жителей Экваториальной Гвинеи (около 87% населения страны) считают себя католиками. Христиане-протестанты составляют второе религиозное большинство, составляя около пяти процентов от общей численности населения. Столь высокий процент христиан среди жителей Экваториальной Гвинеи, вероятно, объясняется ранним колониальным влиянием Испании, а также продолжающимися связями страны с испанскими традициями.